# Манди Патинкин
Мандел „Манди“ Брус Патинкин (на иврит: מנחם מנדל; на английски: Mandel Bruce Patinkin) е американски театрален, кино, телевизионен актьор и певец от еврейски произход. Носител на награди „Еми“ и „Тони“, номиниран за „Сатурн“, три награди „Златен глобус“ и четири награди на „Гилдията на киноактьорите“. Известни продукции с негово участие са филмите „Рагтайм“, „Принцесата булка“, „Извънземна нация“, „Гърбушкото от Нотр Дам“, „4.3.2.1“ и сериалите „Чикаго Хоуп“, „Престъпни намерения“, „Вътрешна сигурност“ и други. Патинкин е известен и с активното си участие в разнообразни дейности и каузи, свързани с еврейската общност в САЩ.

## Биография
Манди Патинкин е роден на 30 ноември 1952 г. в Чикаго, Илинойс. Родителите му са потомци на руски и полски евреи. Майка му Дорис е домакиня и автор на кулинарни книги, баща му Лестър е търговец на скрап, има и по-възрастна сестра на име Марша. Манди и сестра му са възпитани в консервативен юдаизъм. Той учи в религиозно училище от седемгодишна възраст до тийнейджърските си години, също така пее в хора на синагога в Чикаго.
През 1970 г. Патинкин завършва академия „Кенууд“, след това за кратко следва в Университета на Канзас, преди да се запише да следва драматургия във Висше училище „Джулиард“. След няколко години прекъсва образованието си, за да се концентрира в актьорската си професия.
През 1980 г. Манди Патинкин сключва брак с актрисата и сценаристка Катрин Груди. Те имат двама сина на имена Исак (роден през 1983 г.) и Гидеон (роден през 1987 г.).
Патинкин страда от кератоконус (заболяването на роговицата, при което тя прогресивно изтънява и се изкривява) и два пъти са му правени операции за трансплантация на роговица. През 2004 г. е диагностициран и се лекува от рак на простатата.

## Избрана филмография
- „Последна прегръдка“ (1979)
- „Рагтайм“ (1981)
- „Даниел“ (1983)
- „Йентъл“ (1983)
- „Лапута: Замъкът в небето“ (анимация, 1986)
- „Принцесата булка“ (1987)
- „Къщата на улица Каръл“ (1988)
- „Извънземна нация“ (1988)
- „Дик Трейси“ (1990)
- „Истински цветове“ (1991)
- „Импромптю“ (1991)
- „Чикаго Хоуп“ (сериал, 1994 – 2000)
- „Скуанто: Легендата за война“ (1994)
- „Семейство Симпсън“ (анимационен сериал, 1995)
- „Гърбушкото от Нотр Дам“ (Тв филм, 1997)
- „Лулу на моста“ (1998)
- „Херкулес“ (анимационен сериал, 1998)
- „Приключенията на Елмо в цуполандия“ (1999)
- „Докоснат от ангел“ (сериал, 2001)
- „Закон и ред“ (сериал, 2003)
- „Катастрофата на полет 323“ (Тв филм, 2004)
- „Мъртви като мен“ (сериал, 2003 – 2004)
- „Престъпни намерения“ (сериал, 2005 – 2007)
- „Победител“ (анимация, 2006)
- „Три реки“ (сриал, 2009)
- „4.3.2.1“ (2010)
- „Симпатичното куче Джок“ (анимация, 2011)
- „Вътрешна сигурност“ (сериал, 2011 – 2020)